# Ohi Omoijuanfo
Ohi Omoijuanfo (Oslo, 1994. január 10. –) norvég válogatott labdarúgó, a dán Brøndby csatárja.

## Pályafutása

### Lillestrøm
A 2010-es divisjon 1-es szezonban a legfiatalabb norvég gólkirály lett 16 évesen és 300 naposan. A rekordját 2013-ban az SK Brannnál játszó Håkon Lorentzen döntötte meg. 2011. március 16-án profi szerződést írt alá a Lillestrømmal, amely szerződés a 2013-as szezon végén járt le. 2013. május 23-án bejelentették, hogy Omoijuanfo új szerződést kötött, amelyben már a 2015-ös szezon végéig marad a klubnál.

### Jerv
2015. március 5-én Omoijuanfo átigazolt a Jervhez, a klubbal egy egyéves szerződést írt alá.

### Stabæk
2015. november 4-én hároméves szerződést kötött a Stabækkel, amely 2016. január 1-től lépett hatályba. 2016. március 11-én debütált egy Eliteserien meccsen, ahol a Stabæk 1–0-ra kikapott az Aalesund csapatától. Omoijuanfo 2016. április 3-án szerezte első gólját Bodø/Glimt ellen.

### Molde
2019. március 21-én Omoijuanfo csatlakozott a Molde FK-hoz. A klubbal hároméves szerződést kötött. 2019. március 31-én mutatkozott be a Moldében a Sarpsborg elleni idegenbeli 1–1-es döntetlen során. 2019. április 7-én megszerezte első gólját a klub színeiben, amikor a Molde 3–0-ra megnyerte a mérkőzést a Stabæk ellen. Omoijuanfo 2019. május 20-án mesterhármast lőtt a Viking ellen, amelyet a Molde 5–1-re megnyert. 2019. július 11-én hét gólt rúgott az UEFA Európa Liga első selejtezőkörében, ahol 7–1-es győzelmet aratott a Molde a KR ellen. A 2019-es szezonban 35 meccsen 17 gólt rúgott. A 2021-es szezonban 29 mérkőzésen elért 27 góljával megszerezte a gólkirályi címet.

### Crvena zvezda
2021. július 3-án a Crvena zvezda bejelentette a szerb csapatba való átigazolását és egy hároméves szerződés aláírását, amely 2022. január 1-től lép életbe. 2022. február 12-én a Cukaricki elleni ligamérkőzésen debütált és egyben megszerezte első gólját is a klub színeiben.

### Brøndby
2022. augusztus 30-án a dán Brøndbyhez igazolt.

## A válogatottban
Miután Omoijuanfo a 2017-es Eliteserien szezon első tíz meccsén 9 gólt szerzett, 2017. május 30-án Lars Lagerbäck szövetségi kapitány benevezte a norvég válogatott keretébe, hogy részt vegyen a Csehország és Svédország elleni barátságos mérkőzéseken. A válogatottban 2017. június 13-án debütált a Svédország elleni meccsen, ahol csereként a második félidőben váltotta Alexander Søderlundot. Első válogatott gólját 2022. november 17-én, Írország ellen 2–1-es győzelemmel zárult barátságos mérkőzésen szerezte meg.

## Statisztikák
2023. június 4. szerint
| Klub          | Szezon   | Osztály          | Bajnokság | Bajnokság | Kupa  | Kupa | Nemzetközi | Nemzetközi | Összesen | Összesen |
| Klub          | Szezon   | Osztály          | Meccs     | Gól       | Meccs | Gól  | Meccs      | Gól        | Meccs    | Gól      |
| ------------- | -------- | ---------------- | --------- | --------- | ----- | ---- | ---------- | ---------- | -------- | -------- |
| Lillestrøm    | 2010     | Tippeligaen      | 1         | 1         | 0     | 0    | —          | —          | 1        | 1        |
| Lillestrøm    | 2011     | Tippeligaen      | 21        | 3         | 3     | 0    | —          | —          | 24       | 3        |
| Lillestrøm    | 2012     | Tippeligaen      | 17        | 1         | 3     | 1    | —          | —          | 20       | 2        |
| Lillestrøm    | 2013     | Tippeligaen      | 19        | 3         | 5     | 0    | —          | —          | 24       | 3        |
| Lillestrøm    | 2014     | Tippeligaen      | 24        | 1         | 5     | 2    | —          | —          | 29       | 3        |
| Lillestrøm    | Összesen | Összesen         | 82        | 9         | 16    | 3    | 0          | 0          | 98       | 12       |
| Jerv          | 2015     | divisjon 1.      | 29        | 15        | 2     | 1    | —          | —          | 31       | 16       |
| Stabæk        | 2016     | Tippeligaen      | 28        | 4         | 4     | 3    | 2          | 0          | 34       | 7        |
| Stabæk        | 2017     | Eliteserien      | 27        | 17        | 4     | 2    | —          | —          | 31       | 19       |
| Stabæk        | 2018     | Eliteserien      | 30        | 8         | 2     | 2    | —          | —          | 32       | 10       |
| Stabæk        | Összesen | Összesen         | 85        | 29        | 10    | 7    | 2          | 0          | 97       | 36       |
| Molde         | 2019     | Eliteserien      | 27        | 15        | 1     | 0    | 7          | 2          | 35       | 17       |
| Molde         | 2020     | Eliteserien      | 27        | 12        | 0     | 0    | 11         | 4          | 38       | 16       |
| Molde         | 2021     | Eliteserien      | 29        | 27        | 0     | 0    | 2          | 1          | 31       | 28       |
| Molde         | Összesen | Összesen         | 83        | 54        | 1     | 0    | 20         | 7          | 104      | 61       |
| Crvena zvezda | 2021–22  | Super Liga       | 16        | 9         | 4     | 2    | 2          | 0          | 22       | 11       |
| Crvena zvezda | 2022–23  | Super Liga       | 2         | 1         | 0     | 0    | 0          | 0          | 2        | 1        |
| Crvena zvezda | Összesen | Összesen         | 18        | 10        | 4     | 2    | 2          | 0          | 24       | 12       |
| Brøndby       | 2022–23  | Danish Superliga | 24        | 13        | 1     | 0    | —          | —          | 25       | 13       |
| Összesen      | Összesen | Összesen         | 321       | 130       | 34    | 13   | 24         | 7          | 379      | 150      |

### A válogatottban
| Válogatott | Év       | Pályára lépés | Gól |
| ---------- | -------- | ------------- | --- |
| Norvégia   | 2017     | 1             | 0   |
| Norvégia   | 2022     | 1             | 1   |
| Összesen   | Összesen | 2             | 1   |

#### Góljai a válogatottban
| # | Időpont            | Helyszín                        | Ellenfél | Gólok | Eredmény | Kiírás              |
| - | ------------------ | ------------------------------- | -------- | ----- | -------- | ------------------- |
| 1 | 2022. november 17. | Aviva Stadion, Dublin, Írország | Írország | 2–1   | 2–1      | Barátságos mérkőzés |

## Sikerei, díjai
Molde
- Eliteserien
  - Bajnok (1): 2019
- A norvég első osztály gólkirálya: 2021 (27 góllal)